# Double Seven Day scuffle
 (janvier 2021).
La mise en forme du texte ne suit pas les recommandations de Wikipédia : il faut le « wikifier ».
Les points d'amélioration suivants sont les cas les plus fréquents :
- Les titres sont pré-formatés par le logiciel. Ils ne sont ni en capitales, ni en gras.
- Le texte ne doit pas être écrit en capitales (les noms de famille non plus), ni en gras, ni en italique, ni en « petit »…
- Le gras n'est utilisé que pour surligner le titre de l'article dans l'introduction, une seule fois.
- L'italique est rarement utilisé : mots en langue étrangère, titres d'œuvres, noms de bateaux, etc.
- Les citations ne sont pas en italique mais en corps de texte normal. Elles sont entourées par des guillemets français : « et ».
- Les listes à puces sont à éviter, des paragraphes rédigés étant largement préférés. Les tableaux sont à réserver à la présentation de données structurées (résultats, etc.).
- Les appels de note de bas de page (petits chiffres en exposant, introduits par l'outil «  Source ») sont à placer entre la fin de phrase et le point final[comme ça].
- Les liens internes (vers d'autres articles de Wikipédia) sont à choisir avec parcimonie. Créez des liens vers des articles approfondissant le sujet. Les termes génériques sans rapport avec le sujet sont à éviter, ainsi que les répétitions de liens vers un même terme.
- Les liens externes sont à placer uniquement dans une section « Liens externes », à la fin de l'article. Ces liens sont à choisir avec parcimonie suivant les règles définies. Si un lien sert de source à l'article, son insertion dans le texte est à faire par les notes de bas de page.
- La présentation des références doit suivre les conventions bibliographiques. Il est recommandé d'utiliser les modèles {{Ouvrage}}, {{Chapitre}}, {{Article}}, {{Lien web}} et/ou {{Bibliographie}}. Le mode d'édition visuel peut mettre en forme automatiquement les références.
- Insérer une infobox (cadre d'informations à droite) n'est pas obligatoire pour parachever la mise en page.

Pour une aide détaillée, merci de consulter Aide:Wikification.
Si vous pensez que ces points ont été résolus, vous pouvez retirer ce bandeau et améliorer la mise en forme d'un autre article.
La Double Seven Day Scuffle est une altercation physique qui s'est produite lors du 7 juillet 1963 à Saigon, au Sud-Vietnam .
Ce jour-là, la police secrète de Ngô Đình Nhu, (le frère du président Ngô Đình Diệm) , a attaqué un groupe de journalistes américains qui couvraient les manifestations organisées par les bouddhistes à l'occasion du neuvième anniversaire de l'arrivée au pouvoir de Diệm. Certains journalistes furent blessés, comme ce fut le cas pour Peter Arnett de l' Associated Press (AP)  qui fut frappé au nez… La querelle se termina rapidement  avec l'intervention de David Halberstam  journaliste du New York Times,qui contre-attaqua les hommes de Nhu, provoquant alors le retrait de la police secrète. Mais Arnett et son collègue, le journaliste et photographe lauréat du prix Pulitzer Malcolm Browne, ont été abordés par des policiers à leur bureau et emmenés pour un interrogatoire sur des soupçons d'attaques de policiers.
Lorsque l'interrogatoire fut terminé les journalistes furent libérés, ces derniers ne traînèrent pas et se rendirent à l' ambassade des États-Unis à Saïgon pour se plaindre de leur traitement aux mains des responsables de Dim et ont demandé la protection du gouvernement américain. Leurs demandes furent rejetés, tout comme un appel direct à la Maison Blanche . Seul, Frederick Nolting, un ambassadeur américain mobilisa ses efforts sur ce dossier et les accusations d'agression portées contre les journalistes furent finalement abandonnées.
Les bouddhistes vietnamiens ne restèrent pas en reste, ils ont réagi à l'incident en affirmant que les hommes de Dim prévoyaient d'assassiner des moines, tandis que Mme Nhu a répété les affirmations antérieures selon lesquelles le gouvernement américain avait tenté de renverser son beau-frère. L'attention négative sur le comportement du régime Diệm dans le contexte de la crise bouddhiste  furent attiré davantage par lesphotographies  de Browne montrant le visage ensanglanté d'Arnett. Ces clichés ont été publiées dans les journaux du monde entier.

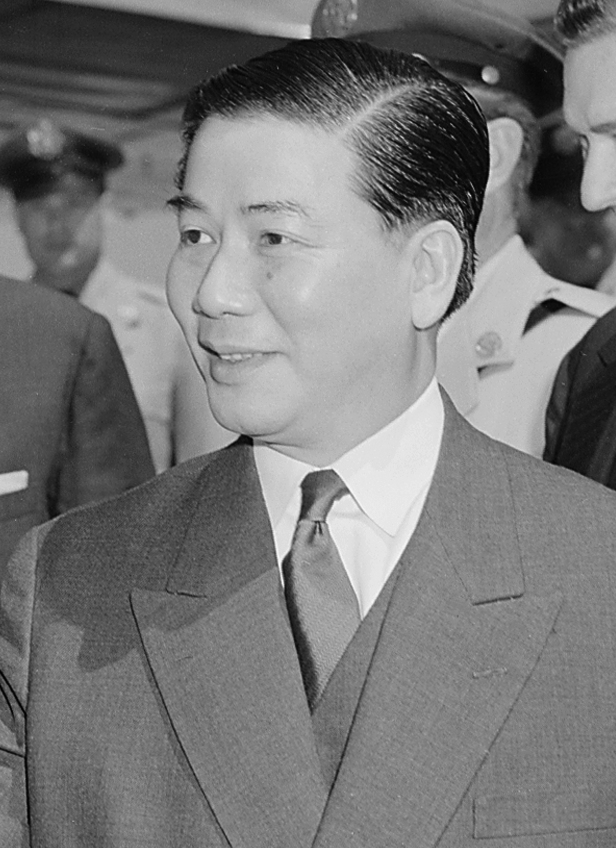
Ngo Dinh Diem

L'incident s'est produit pendant une période de troubles populaires de la majorité bouddhiste contre la règle catholique romaine de Diệm. Le mécontentement bouddhiste avait augmenté depuis la fusillade de Huế Phật Đản le 8 mai 1963. Le gouvernement a décidé d'invoquer sélectivement une loi, interdisant l'affichage des drapeaux religieux, qui  incluait alors le drapeau bouddhiste sur le Vesak, le jour de l'anniversaire du Bouddha Gautama . Alors qu'une semaine plus tôt, le drapeau du Vatican flottait dans l'air, lors d'une célébration en l'honneur de l'archevêque Ngô Đình Thục, le frère de Diệm. Les bouddhistes ont ainsi défié l'interdiction, en arborant leurs drapeaux sur Vesak et  en organisant une manifestation, manifestation qui s'est terminée par des coups de feu du gouvernement qui a fait huit ou neuf morts. Ces meurtres ont déclenché des manifestations dans tout le pays de la majorité bouddhiste du Sud-Vietnam contre la politique du régime de Diệm. Les bouddhistes ont exigé que Diệm leur donne l'égalité religieuse, mais avec leurs demandes non satisfaites, les protestations ont pris de l'ampleur. Le plus notable d'entre eux a été l'auto-immolation de Thích Quảng Đức le 11 juin, qui a été photographiée de manière emblématique par les médias et est devenue un symbole négatif du régime Diệm,.
Connu sous le nom de Double Seven Day, le 7 juillet était le neuvième anniversaire de l'ascension de Diệm en 1954 au poste de Premier ministre de l' État du Vietnam . En octobre 1955, à la suite d'un référendum frauduleux, Diệm établit la République du Vietnam, généralement connue sous le nom de Sud-Vietnam, et se déclare président. La nuit du 6 juillet 1963 avait commencé dans une ambiance festive alors que Diệm décernait des décorations aux officiers militaires lors d'une cérémonie,. Parmi les spectateurs figuraient les généraux TrĐn Văn Đôn et Dương Văn Minh, respectivement chef d'état-major de l' armée de la République du Vietnam et conseiller militaire présidentiel. Ils étaient revenus de l'observation des exercices militaires SEATO en Thaïlande  où ils avaient été informés de l'inquiétude régionale sur la politique de Diem envers les bouddhistes.